# 吉尼斯世界纪录游戏玩家版
《吉尼斯世界纪录游戏玩家版》（英語：Guinness World Records Gamer's Edition）是电子游戏专题的吉尼斯世界纪录书籍。首版与电子游戏记录追踪机构Twin Galaxies合作，2008年2月发行。之后的版本皆于当年1月发行。

## 内容
各年《吉尼斯世界纪录游戏玩家版》有约250页，收录从电子游戏诞生到当前次世代主机跨度内的游戏界事件、琐事、记录。
书籍章节包括：
- 各年游戏界：依月份划分，概览年度主要游戏大事。
- 最佳销量榜：当年最畅销的20款游戏，并配以简述。
- 硬件：依照平台划分，列出游戏硬件历史，以及该平台的畅销游戏榜。
- 游戏分类：依照类型概览游戏，展开介绍杰出游戏。
- 百大街机游戏：从传统到现代的100大街机游戏榜单。
- 最高分：依照字母表顺序列出各类型和平台的最高分。